# Democratische Partij van Turkmenistan
De Democratische Partij van Turkmenistan (Turkmeens: Türkmenistanyň Demokratik partiýasy, TDP) is sinds 1991 de regerende partij in Turkmenistan.
De TDP werd op 16 december 1991 opgericht door Saparmurat Niazov ter vervanging van de Communistische Partij van Turkmenistan Tijdens het oprichtingscongres werd Niazov gekozen tot partijleider. Een deel van het ledenbestand van de voormalige communistische partij ging over tot de TDP, maar een aanzienlijk deel sloot zich echter niet aan bij de nieuwe partij. De partijleiding van de TDP was echter vrijwel volledig afkomstig uit de gelederen van de partijtop van de communistische partij. Van 1992 tot 2008 was de TDP de enige toegestane partij van het land. Pas na de dood van Niazov (2006) werd het regime enigszins geliberaliseerd. In 2013 trad president Gurbanguly Berdimuhamedow, de opvolger van Niazov, als voorzitter van de TDP terug. Bij de verkiezingen van dat jaar verloor de TDP haar absolute meerderheid in het parlement. Sindsdien is de partij haar onbetwiste machtspositie kwijt. Het regime is echter nog onverminderd autoritair en Berdimuhamedow heeft de touwtjes nog stevig in handen. Hij werd in het voorjaar van 2022 als president opgevolgd door zijn zoon, Serdar Berdimuhamedow (*1981).
Bij de verkiezingen in 2018 verkreeg de TDP 55 van de 125 zetels in de Mejlis (Volksvergadering).
De huidige voorzitter van de partij, Ata Serdarov, was van 2016 tot 2018 ambassadeur van Turkmenistan in België, Nederland en Luxemburg.

## Partijvoorzitters
| #  | Afbeelding | Naam                              | Termijn                                                                                        | Notitie |
| -- | ---------- | --------------------------------- | ---------------------------------------------------------------------------------------------- | ------- |
| 1. |            | Saparmurat Niazov (1940-2006)     | 16 december 1991 - 21 december 2006                                                            | [ 10 ]  |
| 2. |            | Gurbanguly Berdimuhamedow (*1957) | 21 december 2006 - 18 augustus 2013 (waarnemend voorzitter 21 december 2006 - 4 augustus 2007) | [ 11 ]  |
| 3. |            | Kasymguly Babaev (*1966)          | 18 augustus 2013 - 3 april 2018                                                                |         |
| 4. |            | Ata Serdarov (*1964)              | 3 april 2018 - heden                                                                           |         |

## Verkiezingsresultaten
| Jaar | %     | Zetels    | +/-     |
| ---- | ----- | --------- | ------- |
| 1994 | 100%  | 50 / 50   | 50      |
| 1999 | 100%  | 50 / 50   | Stabiel |
| 2004 | 100%  | 50 / 50   | Stabiel |
| 2008 | 100%  | 125 / 125 | 75      |
| 2013 | 37,6% | 47 / 125  | 78      |
| 2018 | -     | 55 / 125  | 8       |